# جعفر خواری
جعفر الخواری یا جعفر بن موسی الکاظم، فرزند موسی کاظم (امام هفتم شیعیان دوازده‌امامی) و برادر رضا است. لقب «الخواری» به دلیل نسبت او با روستای «خوار» در حجاز به او داده شده است. فرزندان او به «سادات خوار» یا «شجریان» معروف هستند.

## نسب
جعفر بن موسی الکاظم بن جعفر الصادق بن محمد الباقر بن علی زین‌العابدین بن حسین بن علی بن ابی‌طالب بن عبدالمطلب بن هاشم بن عبد مناف بن قصی بن کلاب بن مره بن کعب بن لؤی بن غالب بن فهر بن مالک بن نضر بن کنانه بن خزیمه بن مدرکه بن الیاس بن مضر بن نزار بن معد بن عدنان بن ادد بن الهمیسع بن نبت بن اسماعیل بن ابراهیم.

## زندگی
موسی کاظم دارای فرزندان بسیاری بود؛ مورخان تعداد فرزندان او را ۳۷ نفر ذکر کرده‌اند. از جمله فرزندان او، جعفر الخواری است که به دلیل نسبت با روستای خوار، به این لقب شناخته می‌شود. فرزندان او به «سادات خوار» معروف هستند.
جعفر دارای دو پسر به نام‌های حسن و موسی بود. موسی نیز پسری به نام حسن الحق (حسن الثائر) داشت که او نیز فرزندی به نام علی الخواری داشت.
گفته می شود، جعفر در سفر برادرش رضا به طوس همراه او بود و در نزدیکی شهر ساوه مورد حمله قرار گرفت و کشته شد. 

## فرزندان
- حسن الثائر
- علی الخواری
- موسی
- اسحاق

برخی از عشایر مانند سادات زوامل خوار نسب خود را به او می‌رسانند.

## مرقد
مرقد جعفر الخواری در شهرستان پیشوا، استان تهران واقع شده است. این بنا شامل صحن و گنبدی با ارتفاع ۲۱ متر و قطر ۹٫۵ متر است. گنبد دارای ساختار دوپوسته‌ای بر پایه‌ای چندضلعی است و دارای سیزده پنجره و کف‌پوشی از فرش است. گنبد با موزاییک‌های فیروزه‌ای و نقوش خطی تزئین شده است.
این مکان در سال ۱۳۱۷ هجری شمسی با شماره ۳۱۹ در فهرست آثار ملی ایران ثبت شده است.

### تصاویر مرقد در دوره‌های مختلف

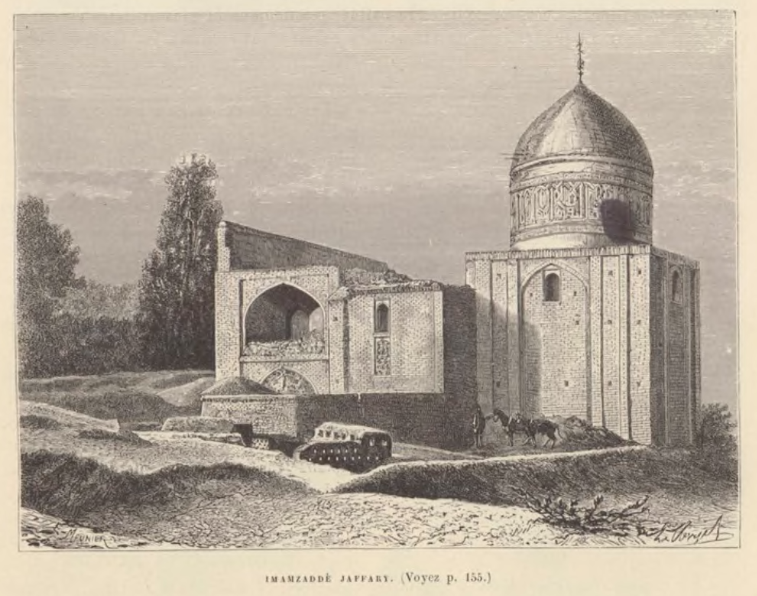
اثر ژان دیولافوی در سال ۱۸۸۱ میلادی

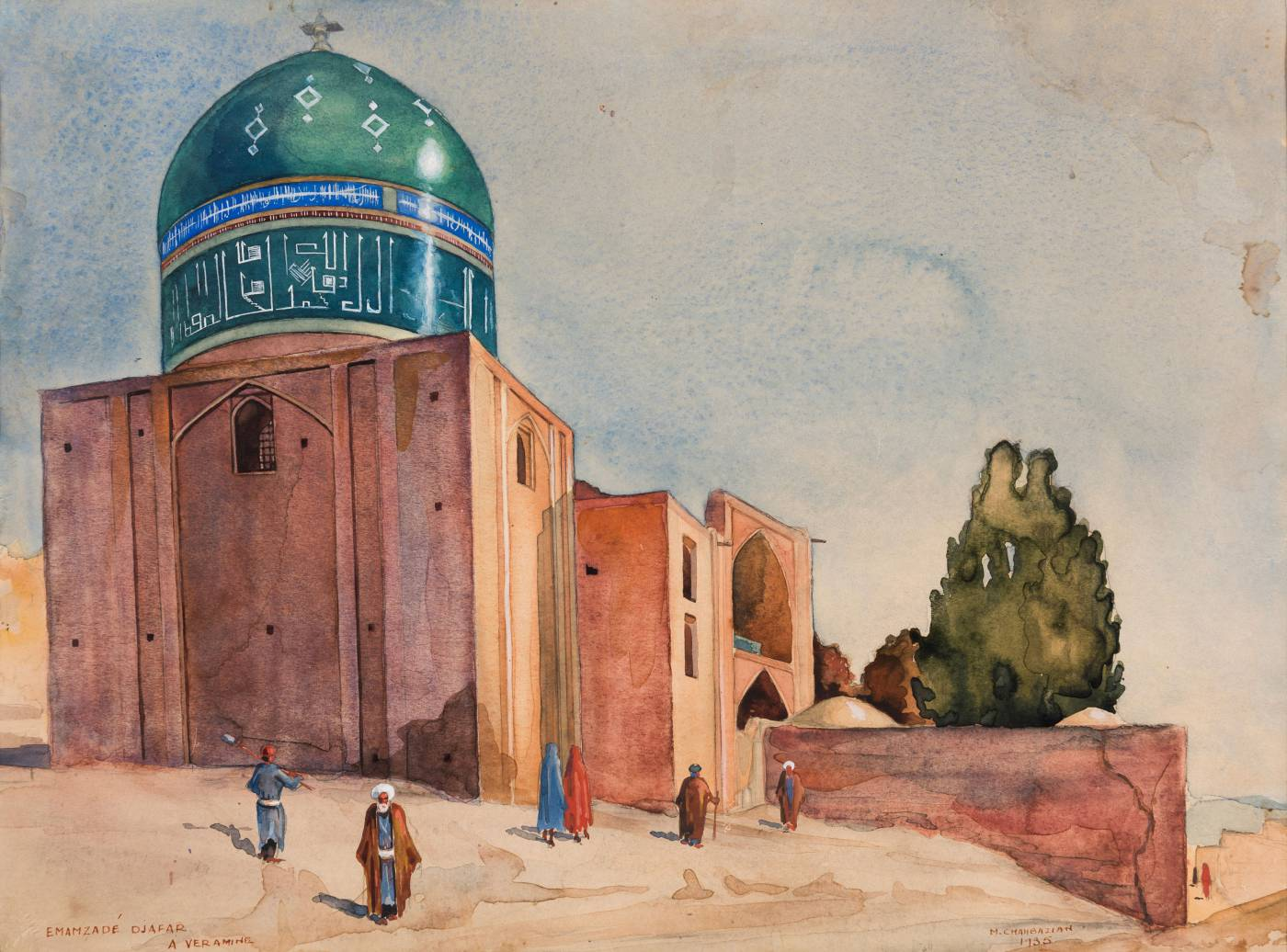
اثر میشا شهبازیان در سال ۱۹۳۵ میلادی

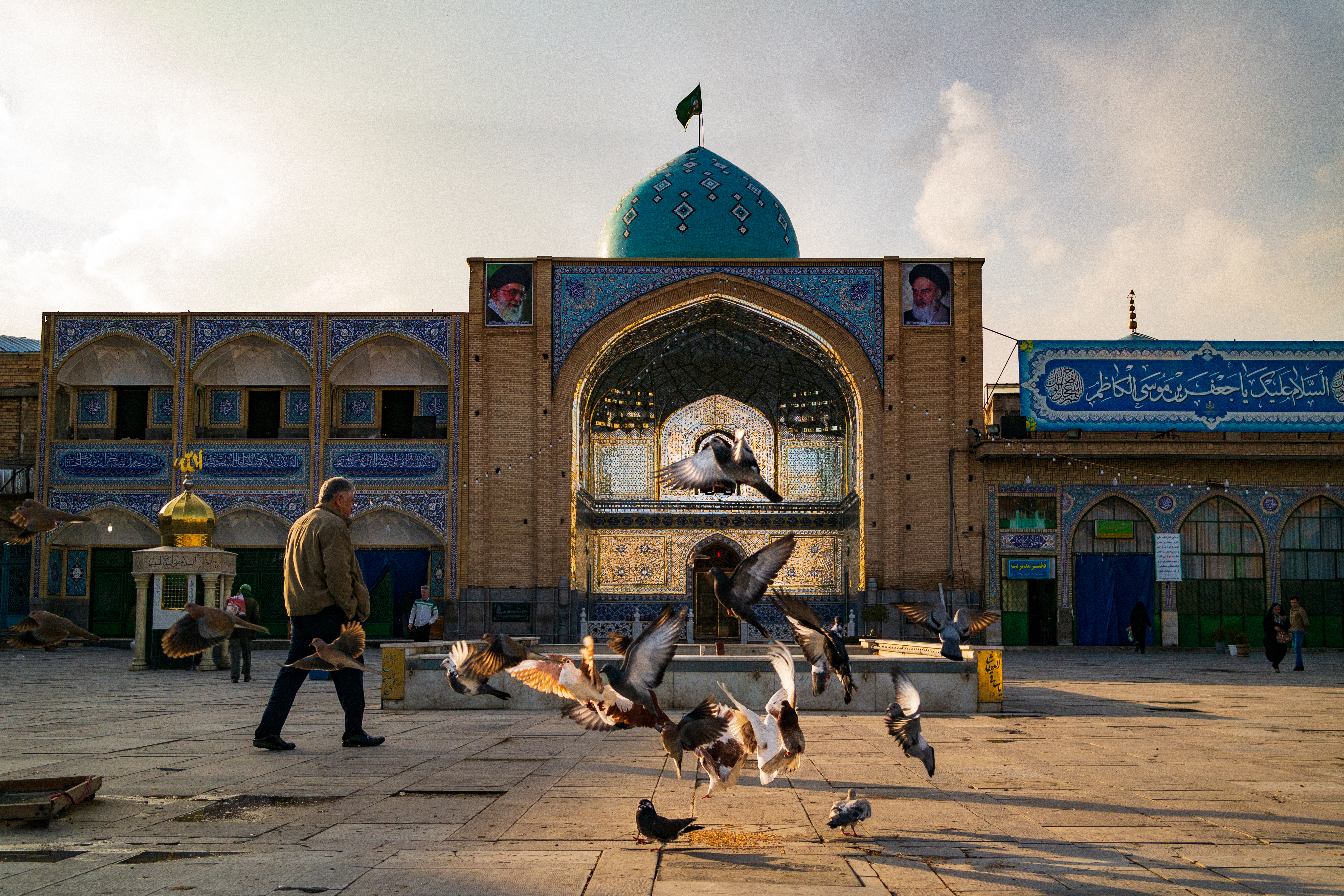
نمای کنونی در سال ۲۰۱۹ میلادی

### مراسم و فعالیت‌ها
هر ساله در فصل بهار، مراسمی با حضور هزاران زائر و مقامات رسمی در این مکان برگزار می‌شود. همچنین، در این مکان فعالیت‌های فرهنگی و مسابقات عکاسی برگزار می‌گردد.

### بخش‌های مختلف مرقد
- کتابخانه
- سالن تشریفات
- صحن امام رضا
- حسینیه شهدای ۷۲
- موزه (در حال ساخت)
- مهمانسرا
- دارالقرآن شیخ جنید
- دارالشفاء حاج علی حکیم (در حال ساخت)
- بازار سنتی جعفری (در حال ساخت)
- باغ زائر

### افراد مدفون در کنار او
- جنید رازی؛ عالم و عارف قرن نهم هجری
- مصطفی اردستانی؛ خلبان و فرمانده عملیات نیروی هوایی ارتش جمهوری اسلامی ایران

### بازدیدهای مهم
- اسماعیل قاآنی، فرمانده نیروی قدس، در ۳ اسفند ۱۴۰۳ هجری شمسی از مرقد بازدید کرد.
- مسعود پزشکیان، رئیس مجلس ایران، در ۲۳ اسفند ۱۴۰۳ هجری شمسی از مرقد بازدید کرد.

## اهمیت
جعفر الخواری در ثبت انساب اهل بیت و تجارت انساب تأثیرگذار بوده است. سیره او در کتاب‌هایی مانند المجدی فی أنساب الطالبیین و عمدة الطالب در انساب آل ابی طالب ذکر شده است.